# Зорґлуб

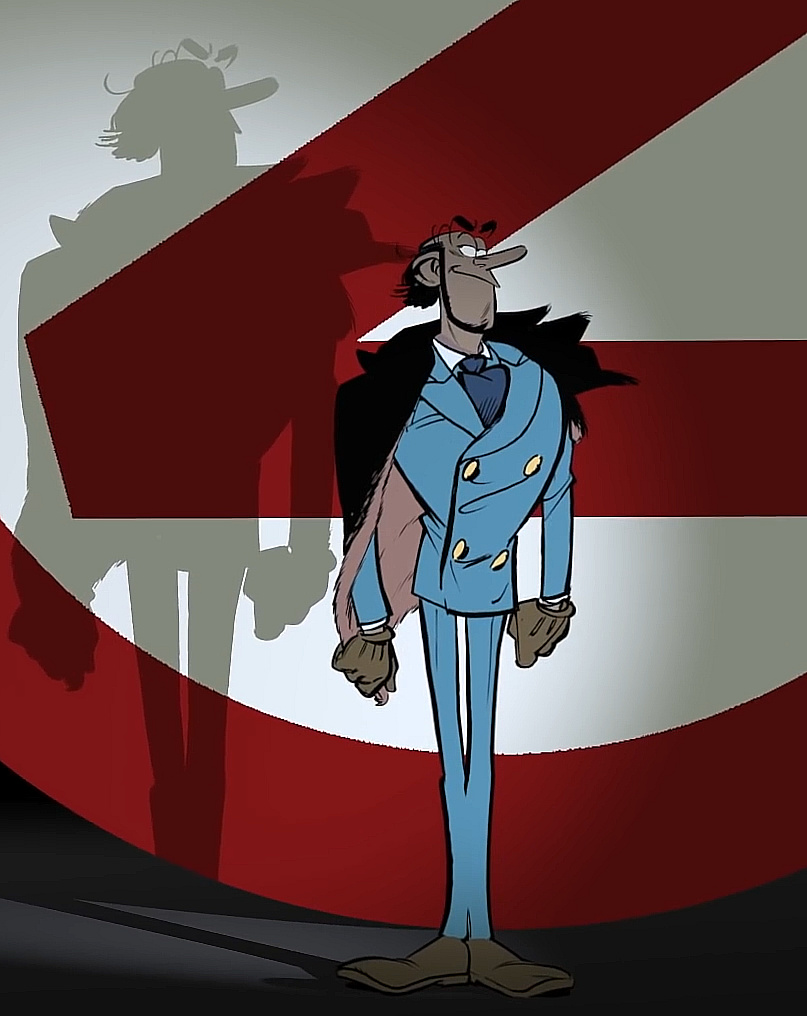
Зорґлуб використовує свій «зорґлонд», арт Андре Франкена

Зорґлуб — вигаданий персонаж бельгійського комікса «Спіру і Фантазіо», створеного Ґреґомі Андре Франкеном, і вперше з'явився в серійній історії «Z comme Zorglub» в журналі Спіру в 1959 році, пізніше опублікованому в альбомах-диптихах «Z comme Zorglub» (1961) і «L'ombre du Z» (1962). Зорґлуб спочатку був зловісним зарозумілим лиходієм, божевільним вченим, але водночас незграбним і недоумкуватим. Однак, пізніше персонаж змінився і став другом та союзником головних героїв.

## Персонаж

### Передісторія
У молоді роки Зорґлуб був студентом у Брюсселі, де він подружився із графом Шампіньяком і міс Фланнер. Зорглуб експериментував з променем, який притягував би Місяць, наближаючи його орбіту до Землі. Після того, як невдалий експеримент вичерпав усі гроші університету, він не тільки став посміховиськом студентського містечка, але й був виключений.

### Перша поява та розвиток персонажа
Зорґлуб знову має наміри розпочати експеримент на Місяці, але збирається залучити до справи свого друга графа, хоче він того чи ні. Лиходій перетворив цілі села на бази для своєї армії, створені із загіпнотизованих поліцейських, зорґломів. З їх допомогою йому вдається викрасти кілька військових таємниць і технологій, в тому числі зорґлюмобіль. У наступних коміксах він кається і починає розбирати свої бази.
Зорґлуб розбирає всі бази, окрім однієї. Після цього Зантафіо знову спонукає його на злий шлях. Коли Зантафіо зраджує його, демонструючи, що його єдине бажання — це необмежена влада, Зорглуб божеволіє і стає несамовитим. Після випробування він повертається до психічного стану дитини, але за допомогою графа, Спіру і Фантазіо його лікують і реабілітують.

### Опис
Зорґлуб постає вражаючим провідним лиходієм коміксу. Його початкова зовнішність нагадує злого генія, але невдовзі стають помітними комічні риси персонажа. Хоча Зорґлуб має на озброєнні значну кількість передової техніки, його єдиним справжнім винаходом (як він сам визнає) є «зорґлонд» (зорґальна хвиля, тобто радіохвиля для контролю розуму).
Персонаж вихваляється, що міг би, заволодіти цілим світом, якби захотів, але вважає це занадто дріб'язковою справою для такого генія, як він. Його справжня мета — бути визнаним найбільшим вченим усіх часів. Однак, Зорґлуб був ексцентричним, шизофренічним і надто возвеличував своє его, тож був схильний робити дурні помилки, які призводять до його поразок. Пізніше лиходій реабілітується, але голос його его ніколи не «стихає». Це робить його легкою мішенню для маніпуляцій, про що йдеться в альбомі Tora Torapa .
В останньому альбомі La Face cachée du Z Зорґлуб побудував космічну базу по той бік Місяця… але це змусило його піти на поступки інвесторам і побудувати їм лунапарк. Від цього він настільки лютує, що нарешті знову вирішує стати лиходієм, цього разу в космосі, імовірно, далеко від людей.
Також був виданий спіноф про Зорґлуба та його доньку. Цю серію коміксів написав та намалював Хосе Луїс Мунуера.

## Пристрої та здатності
Зорґлуб має єдиний винахід — «Зорґлонд», який він використовує, щоб зачарувати інших. Залежно від рівня хвилі, Зорґлуб міг використовувати зорґлонд, щоб тимчасово гіпнотизувати населення, не підпускати сторонніх осіб до своїх баз або контролювати цілу армію. Зорґлуб використовує зорґлонд, щоб викрасти винаходи, розроблені іншими, які він потім видає за свої. Він також перетворює поліцейських з усього світу на своїх солдатів, відомих як Зорґломи, або Зорґлюди, які керують його таємними базами, розкиданими по всьому світу. Зорглуб розробив спеціальну мову для спілкування зі своїми Зорґломами, щоб зберегти свої стратегічні плани в таємниці. Це звичайна мова, написана задом наперед: «Бул ґроз Евижйах!» перекладається як «Хай живе Зорґлуб!»
У Le réveil du Z (1986) Спіру і Фантазіо подорожують крізь час і зустрічаються з сином Зорґлуба, який пішов по стопах свого батька і підкорив світ майбутнього. Зорґлуб молодший виглядає точно так само, як його батько, але має карликовість. Однак, це додає певну іронію, оскільки він, попри свій зріст, називає себе Великим Зорґлубом.

## Появи
- 15 Z comme Zorglub (Френкен)
- 16 L'ombre du Z (Френкен)
- 19. Panade à Champignac (Френкен)
- 20. Le faiseur d'or (Фурньє)
- 23 Tora Torapa (Фурньє)
- 37 Le réveil du Z (Tome & Janry)
- 50 Aux sources du Z (Жан-Девід Ян Морван і Хосе-Луїс Мунуера)